# Alexandrine Belle-Étoile
Alexandrine Belle-Étoile (sinh ngày 19 tháng 4 năm 1997) là một người mẫu và hoa hậu người Mauritius, người đã chiến thắng cuộc thi Hoa hậu Hoàn vũ Mauritius 2022. Cô sẽ đại diện cho Mauritius tại cuộc thi Hoa hậu Siêu quốc gia 2022 ở Ba Lan. Cô cũng sẽ đại diện cho Mauritius tại cuộc thi Hoa hậu Hoàn vũ 2022.

## Tiểu sử
Belle-Étoile sinh ngày 19 tháng 4 năm 1997 tại Curepipe, Quận Plaines Wilhems. Cô có bằng Mỹ thuật và dạy môn Nghệ thuật và tiếng Pháp tại một trường tiểu học tư thục.

## Các cuộc thi sắc đẹp

### Hoa hậu Đại học Châu Phi 2018
Belle-Étoile bắt đầu sự nghiệp thi hoa hậu vào năm 2018, cô đăng quang ngôi vị Hoa hậu Đại học Châu Phi Mauritius 2018. Cô đã đại diện cho Mauritius tại cuộc thi Hoa hậu Đại học Châu Phi 2018 ở Nigeria, nơi cô kết thúc với vị trí Top 10.

### Hoa hậu Hoàn vũ Mauritius 2022
Belle-Étoile đã được xướng tên là thí sinh cho Hoa hậu Hoàn vũ Mauritius 2022 bởi Anne Murielle Ravina. Cô có quyền đại diện cho Mauritius ở cả Hoa hậu Siêu quốc gia 2022 và Hoa hậu Hoàn vũ 2022.

### Hoa hậu Siêu quốc gia 2022
Vào ngày 15 tháng 7 năm 2022, Belle-Étoile sẽ đại diện cho Mauritius tại cuộc thi Hoa hậu Siêu quốc gia 2022 ở Ba Lan, nơi cô ấy đã hoàn thành trong Top 12.

### Hoa hậu Hoàn vũ 2022
Belle-Étoile cũng sẽ đại diện cho Mauritius tại cuộc thi Hoa hậu Hoàn vũ 2022.